# Bowlesia ruiz-lealii
Bowlesia ruiz-lealii är en flockblommig växtart som beskrevs av Mildred Esther Mathias och Lincoln Constance. Bowlesia ruiz-lealii ingår i släktet drusor, och familjen flockblommiga växter. Inga underarter finns listade i Catalogue of Life.